# Spreuken
Spreuken is een boek in de Hebreeuwse Bijbel. De Hebreeuwse naam van het boek is מִשְלֵי, Misjlei, "allegorie" of "woorden van wijsheid". In de Vulgaat heet het Liber Proverbiorum. In de Tenach maakt Spreuken onderdeel uit van de Geschriften (Ketoeviem). Spreuken behoort tot de wijsheidsliteratuur.

## Auteur en ontstaan
Traditioneel wordt het het boek aan Salomo toegeschreven, mede op basis van de bewering in de Hebreeuwse Bijbel dat hij drieduizend spreuken dichtte (1 Koningen 5:12 (in sommige vertalingen 4:32)). In dat geval zou het boek zijn geschreven in de periode waarin hij volgens de Bijbelse chronologie zou hebben geregeerd (±970-931 v.Chr.) Een gedeelte van het boek zou in de tijd van Hizkia zijn toegevoegd (vanaf Spreuken 25:1).
De wetenschappelijke consensus is dat de samenstelling na de Babylonische ballingschap (586-537 v.Chr.) tot stand kwam. De auteur/redacteur verzamelde spreuken die reeds in omloop waren, paste ze aan en breidde ze uit met eigen spreuken. Het is onmogelijk om de individuele gezegdes in Spreuken exact te dateren, want het is een "verzameling verzamelingen" die een leefpatroon weerspiegelen dat meer dan een millennium bleef bestaan.

### Oudegyptische invloeden
Bij bestudering van enkele papyri in Hiëratisch schrift (die het British Museum had gekregen in 1888) vielen overeenkomsten met Spreuken op. De egyptoloog Adolf Erman beschreef meerdere parallellen en een vermoedelijke afhankelijkheid van de Bijbelse tekst van Egyptische wijsheidsliteratuur. Volgens Bernd Schipper kende de auteur van Spreuken 22:17-24:22 de leringen van Amenemope goed, nam onderwerpen daaruit over, maar in plaats van ze letterlijk te citeren, formuleerde hij ze onafhankelijk tegen de achtergrond van zijn eigen religieuze overtuigingen. Maar hij gebruikte keer op keer formuleringen van Amenemope. Dat Amenemope op deze manier ingang kreeg, is te danken aan de populariteit van deze wijsheidslering op scholen in die tijd, zoals blijkt uit citaten uit ostraca en papyri. Schipper ziet het historische kader in het zuidelijke koninkrijk Juda in de late 8e, vroege 7e eeuw v.Chr.: de contacten tussen Egypte en Juda werden geïntensiveerd, er was een pro-Egyptische partij aan het hof van Jeruzalem. Necho II installeerde Jojakim als koning in Jeruzalem. Sociologische veranderingen in het Egyptische ambtenarenapparaat zorgden ervoor dat 'klassieke' teksten van de traditie opnieuw toegankelijk werden en intensief werden bestudeerd.

## Structuur
Uit de onderschriften kan worden opgemaakt dat het boek als volgt is opgebouwd uit eerdere bronnen:
1. 1–9: "Spreuken van Salomo, zoon van David en koning van Israël"
2. 10–22:16: "Spreuken van Salomo"
3. 22:17–24:22: "Spreuken van wijzen"
4. 24:23–34: "Meer spreuken"
5. 25–29: "Andere spreuken van Salomo, die de dienaren van koning Hizkia van Juda hebben gekopieerd"
6. 30: "De uitspraken van Agur"
7. 31:1–9: "Raadgevingen voor koning Lemuel (uitspraken die zijn moeder hem voorhield)"
8. 31:10–31: "Loflied op de sterke vrouw"

## Inhoud
Het boek heeft het karakter van een verzameling wijsheidsspreuken. In het algemeen betekent het Hebreeuwse woord Mashal (meervoud Míshlê) een representatief gezegde, dat wil zeggen: iets wat in één geval geldt maar op meerdere situaties toepasbaar is. Het is een verzameling moralistische en filosofische uitspraken in dichtvorm. Het boek bevat een praktische levensfilosofie en is een compilatie en aanpassing van volksspreekwoorden.

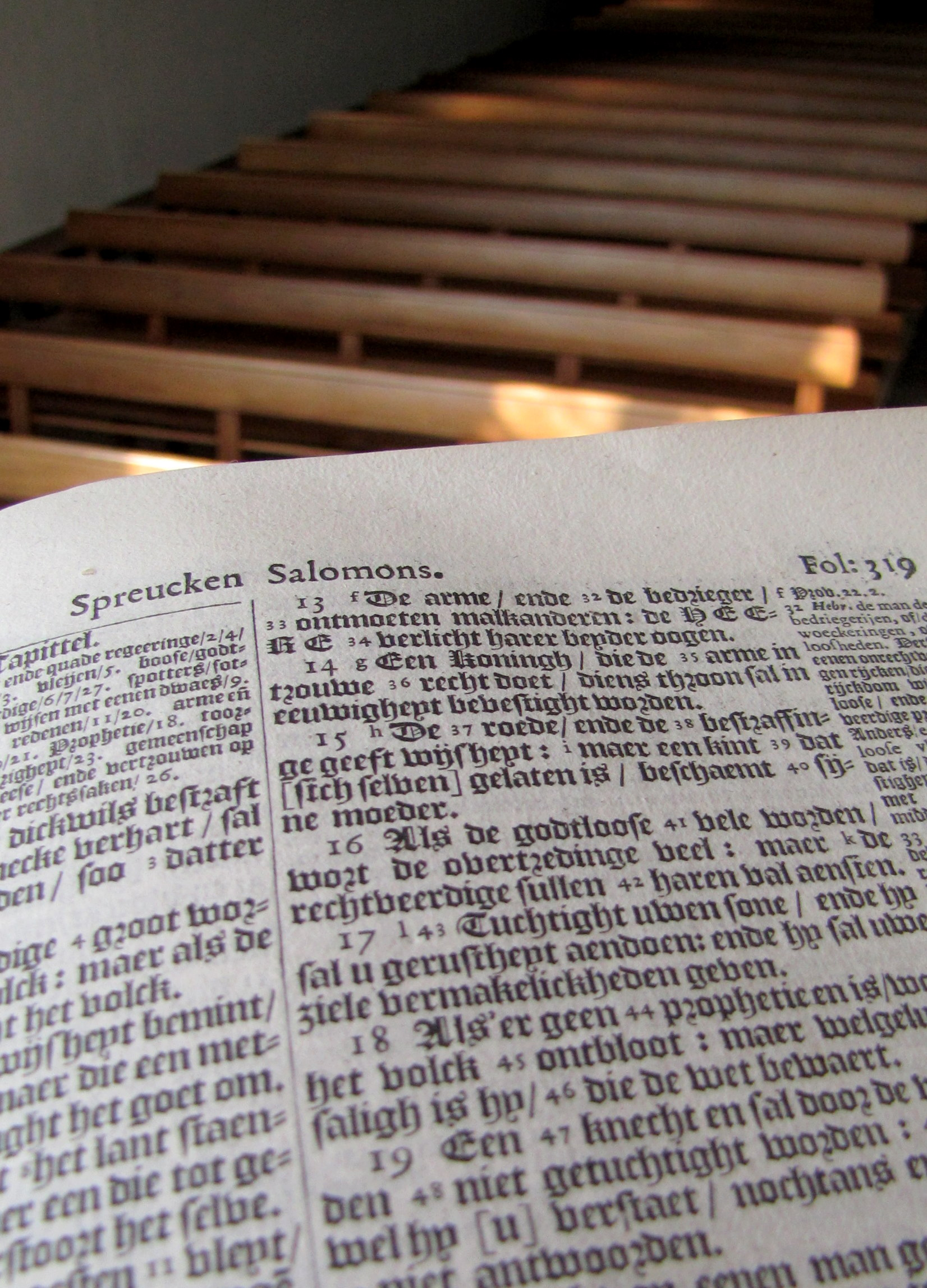
Bijbel met het boek Spreuken opengeslagen in de Oude Mauritius (Nederlands Hervormde kerk) te Silvolde (Oude IJsselstreek).

Het boek Spreuken is een voorbeeld van Bijbelse poëzie, andere voorbeelden zijn Job, Psalmen, Prediker, Hooglied, Klaagliederen en veel profetische teksten. Eindrijm is geen belangrijk kenmerk van Hebreeuwse poëzie. De belangrijkste stijlfiguur is het parallellisme, dat wil zeggen dat de tweede zin of grotere eenheid de eerste aanvult, herhaalt, of ontkennend omkeert.
Een voorbeeld:
Hoe lang nog (A), luiaard,

zul je blijven slapen, (B)

wanneer (A)

kom je uit bed? (B)

Nog even dan? (C)

Nog even (C)

slapen, (D)

nog een beetje (C)

rusten, (D)

een ogenblik nog (C)

blijven liggen? (D)

Armoede (E)

overvalt je (F)

als een struikrover, (G)

gebrek (E)

slaat je neer (F)

als een bandiet.(G)— Spreuken 6:9-11

### Voorbeelden van spreuken
Voorbeelden van spreuken zijn :

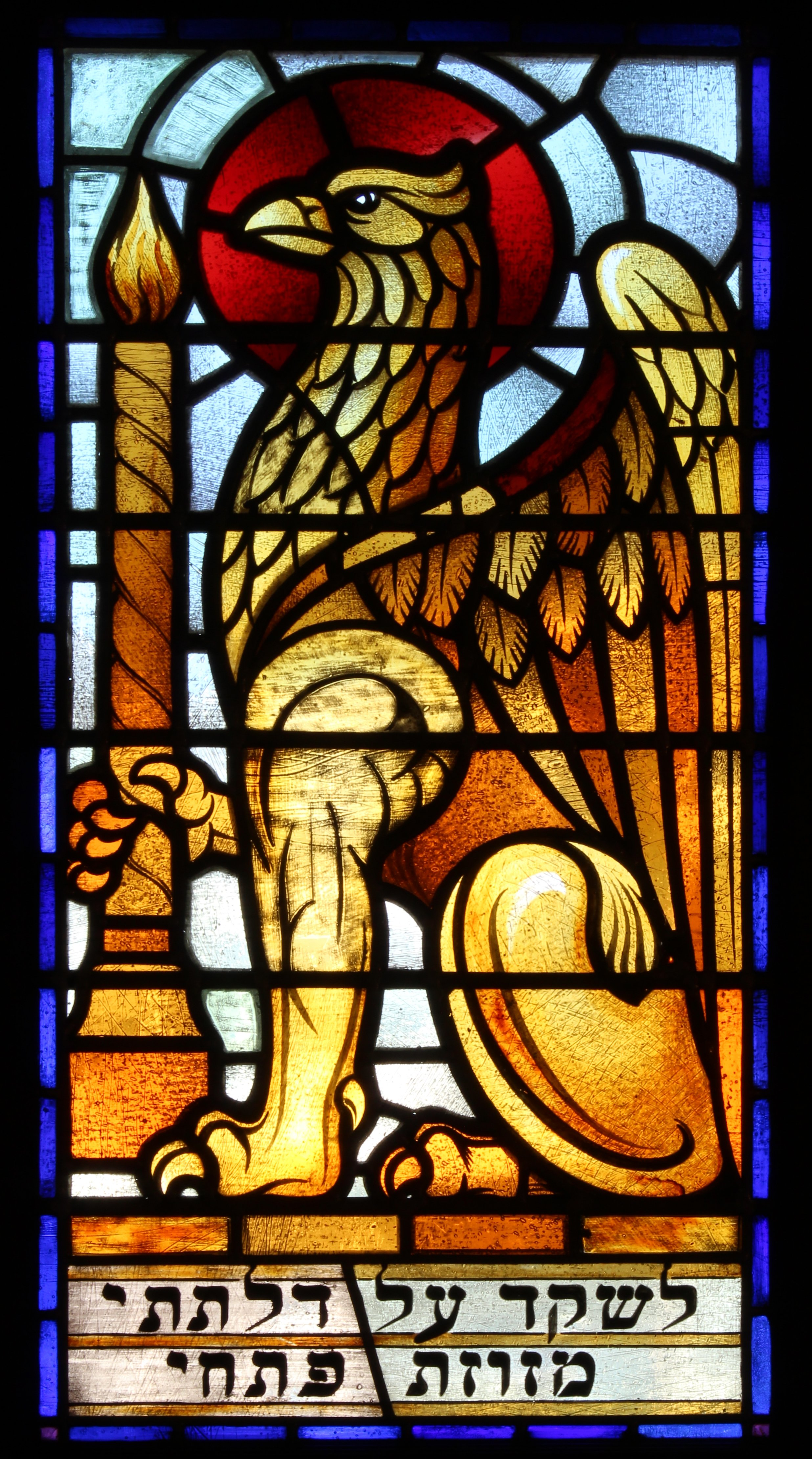
Gebrandschilderd raam bij de ingang van de synagoge van Enschede. De tekst is een verkorte versie van Spreuken 8:34. "Gelukkig is elk mens die naar mij luistert, dag in dag uit bij mijn woning staat, de wacht houdt bij mijn deur."

- Oneerlijk verkregen rijkdom baat je niet, rechtvaardigheid redt van de dood. (Spreuken 10:2)
- Het juiste woord op de juiste tijd, is als een gouden appel op een zilveren schaal. (Spreuken 25:11)
- "Niets waard! Niets waard!" zegt de koper, maar als hij weggaat, wrijft hij zich in de handen. (Spreuken 20:14)
- Al leg je een dwaas in een vijzel en stamp je hem tussen de graankorrels fijn, zijn dwaasheid stamp je er niet uit. (Spreuken 27:22)
- Een sterke vrouw, wie zal haar vinden? Zij is meer waard dan edelstenen. (Spreuken 31:10)

## Invloed
In het Nieuwe Testament wordt Spreuken 5 keer geciteerd:
- 25:21-22 in Romeinen 12:20
- 3:11-12 in Hebreeën 12:5-6
- 3:34 in Jakobus 4:6
- 11:31 in 1 Petrus 4:18
- 3:34 in 1 Petrus 5:5